# Wilhelm Weber (Kommerzienrat)

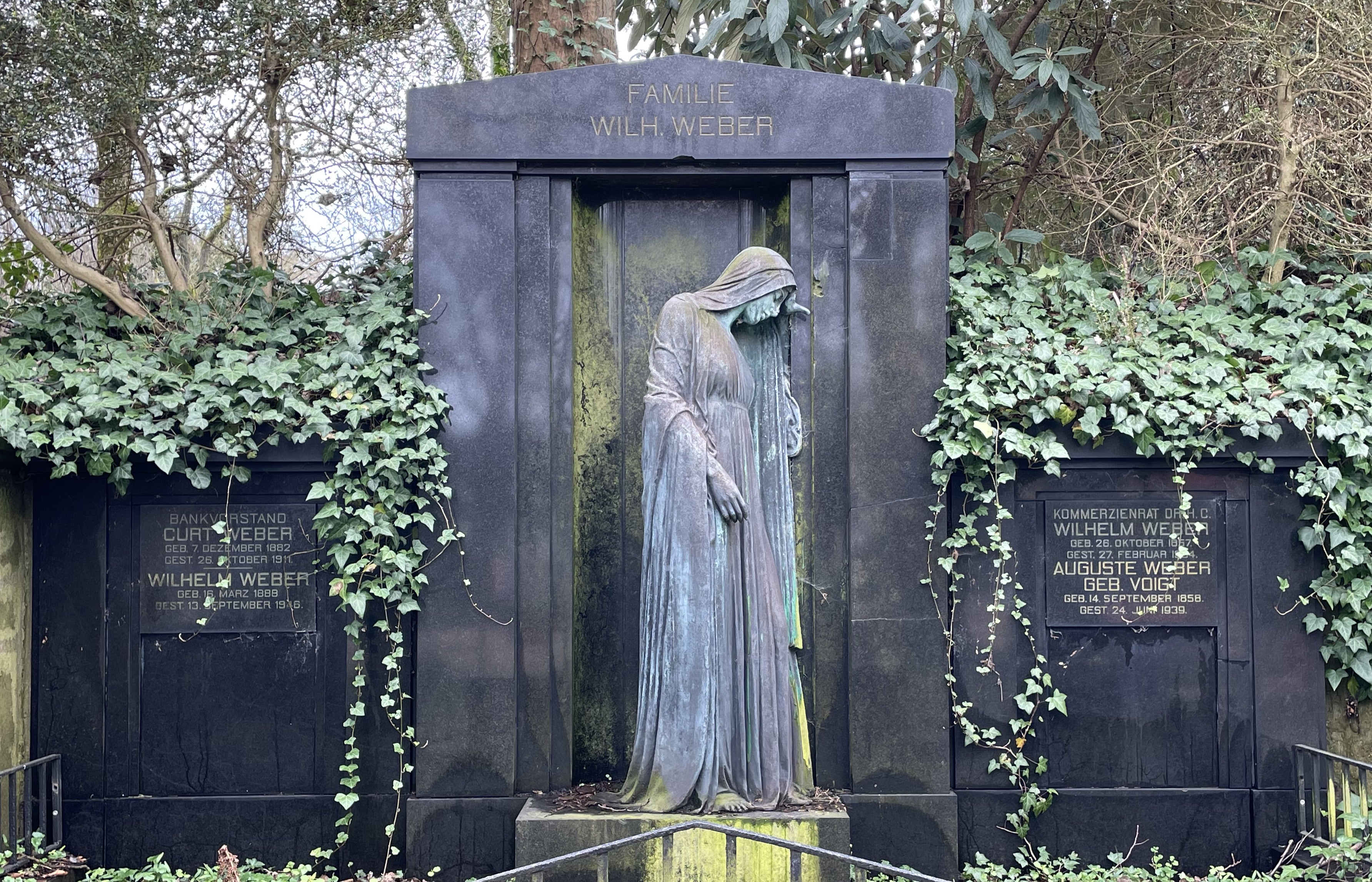
Familiengrab von Wilhelm Weber auf dem Alten Friedhof in Hamburg-Harburg

Bernhard Louis Wilhelm Hermann Weber (* 26. Oktober 1857 in Nordhausen; † 27. Februar 1934 in Harburg-Wilhelmsburg) war ein Ehrendoktor der Georg-August-Universität Göttingen und Kommerzienrat in Harburg an der Elbe.

## Leben
Wilhelm Weber war seit 1894 Leiter der 1856 gegründeten Harburger Filiale der Hannoverschen Bank. Er unterstützte die florierende Harburger Industrie und wurde in verschiedene Aufsichtsratsgremien berufen. Von 1912 bis 1932 war Weber Vorsitzender der Harburger Handelskammer. Durch Initiative Webers erfolgte 1899 die Überbrückung der Süderelbe zwischen Hamburg und Harburg durch den Bau der Alten Harburger Elbbrücke. Weber war auch maßgeblich an den erfolgreichen Verhandlungen der Köhlbrandverträge von 1908 beteiligt. Erst durch diese Verträge wurden die Voraussetzungen für die moderne Entwicklung der Harburger Hafens geschaffen. Für sein soziales und karitatives Engagement verlieh ihm die Universität Göttingen die Ehrendoktorwürde. Weber wurden auf dem alten Harburger Friedhof beerdigt. Das Familiengrab ist ein imposantes Bauwerk aus schwarzem Granit.

## Ehrungen
Die Georg-August-Universität Göttingen verlieh Weber die Ehrendoktorwürde.
1932 verlieh ihm die Stadt Harburg-Wilhelmsburg die Ehrenbürgerrechte und die Kaistraße wurde in die Wilhelm-Weber-Straße umbenannt.